# Ruminantes
Ruminantes são artiodáctilos herbívoros pertencentes à subordem Ruminantia que são capazes de adquirir nutrientes de alimentos vegetais, fermentando-os em um estômago especializado antes da digestão, principalmente por meio de ações microbianas. O processo, que ocorre na parte frontal do sistema digestivo e, portanto, é chamado de fermentação anterior, normalmente requer que a ingesta fermentada (conhecida como ruminação) seja regurgitada e mastigada novamente. O processo de remastigar a ruminação para quebrar ainda mais a matéria vegetal e estimular a digestão é chamado de ruminação. A palavra "ruminante" vem do latim ruminare, que significa "mastigar novamente".
As cerca de duzentas espécies de ruminantes incluem espécies domésticas e selvagens. Os mamíferos ruminantes incluem gado, todos os bovinos domesticados e selvagens, cabras, ovelhas, girafas, veados, gazelas e antílopes. Também foi sugerido que os notoungulados também dependiam da ruminação, ao contrário de outros atlantogenados que dependem da fermentação mais típica do intestino posterior, embora isso não seja totalmente certo.

## Sistemática
Os ruminantes representam o grupo mais diversificado de ungulados vivos. A subordem Ruminantia inclui seis famílias diferentes: Tragulidae, Giraffidae, Antilocapridae, Cervidae, Moschidae e Bovidae.
A maioria dos ruminantes estão dentro do clado Pecora, que exclui apenas os Trágulos. Em Pecora, há dois ramos: Giraffoidea, com as famílias Giraffidae e Antilocapridae, e Bovoidea, com a família Cervidae e o clado Bovimorpha, composta por Bovidae e Moschidae.
Os Ruminantes pertencem ao clado Artiodactyla, sendo um dos grupos mais derivados do grupo. Todos os artiodáctilos são ruminantes exceto pelos pertencentes aos clados Camelidae, Suina e Whippomorpha. Destes, são mais próximos de Whippomorpha, formando o clado Cetruminantia.
Diversidade dos ruminantes atuais.
| Família de Ruminantes | Tragulidae | Giraffidae | Antilocapridae | Bovidae | Cervidae | Moschidae |
| --------------------- | ---------- | ---------- | -------------- | ------- | -------- | --------- |
| Número de Gêneros     | 3          | 2          | 1              | 54      | 19       | 2         |
| Número de Espécies    | 10         | 2 a 5      | 1              | 153     | 51       | 5         |

## Abundância, distribuição e domesticação
Os ruminantes selvagens somam pelo menos 75 milhões e são nativos de todos os continentes, exceto Antártida e Austrália. Quase 90% de todas as espécies são encontradas na Eurásia e na África. As espécies habitam uma ampla variedade de climas (do trópico ao ártico) e habitats (de planícies abertas a florestas).
A população de ruminantes domésticos é superior a 3,5 mil milhões, com bovinos, ovinos e caprinos representando cerca de 95% da população total. As cabras foram domesticadas no Oriente Próximo por volta de 8.000 a.C. A maioria das outras espécies foi domesticada por volta de 2.500 a.C., no Oriente Próximo ou no Ásia Meridional.

## Fisiologia de ruminantes
Os animais ruminantes possuem diversas características fisiológicas que lhes permitem sobreviver na natureza. Uma característica dos ruminantes são os dentes em crescimento contínuo. Durante o pastoreio, o teor de sílica na forragem provoca abrasão dos dentes. Isto é compensado pelo crescimento contínuo dos dentes ao longo da vida do ruminante, ao contrário dos humanos ou outros não ruminantes, cujos dentes param de crescer após uma determinada idade. A maioria dos ruminantes não possui incisivos superiores; em vez disso, eles têm uma almofada dentária grossa para mastigar bem os alimentos vegetais. Outra característica dos ruminantes é a grande capacidade de armazenamento ruminal que lhes dá a capacidade de consumir a ração rapidamente e completar o processo de mastigação posteriormente. Isso é conhecido como ruminação, que consiste na regurgitação do alimento, na nova mastigação, na ressalivação e na nova deglutição. A ruminação reduz o tamanho das partículas, o que melhora a função microbiana e permite que a digesta passe mais facilmente pelo trato digestivo.

## Microbiologia ruminal
Os vertebrados não têm a capacidade de hidrolisar a ligação beta [1–4] glicosídica da celulose vegetal devido à falta da enzima celulase. Assim, os ruminantes dependem completamente da flora microbiana, presente no rúmen ou intestino grosso, para digerir a celulose. A digestão dos alimentos no rúmen é realizada principalmente pela microflora ruminal, que contém populações densas de diversas espécies de bactérias, protozoários, às vezes leveduras e outros fungos — estima-se que 1 ml de rúmen contenha 10–50 bilhões de bactérias e 1 milhão de protozoários, bem como diversas leveduras e fungos.
Como o ambiente dentro do rúmen é anaeróbico, a maioria dessas espécies microbianas são anaeróbios obrigatórios ou facultativos que podem decompor materiais vegetais complexos, como celulose, hemicelulose, amido e proteínas. A hidrólise da celulose resulta em açúcares, que são posteriormente fermentados em acetato, lactato, propionato, butirato, dióxido de carbono e metano.
À medida que as bactérias conduzem a fermentação no rúmen, elas consomem cerca de 10% do carbono, 60% do fósforo e 80% do nitrogênio que o ruminante ingere. Para recuperar esses nutrientes, o ruminante digere as bactérias no abomaso. A enzima lisozima se adaptou para facilitar a digestão de bactérias no abomaso de ruminantes. A ribonuclease pancreática também degrada o RNA bacteriano no intestino delgado de ruminantes como fonte de nitrogênio.
Durante o pastoreio, os ruminantes produzem grandes quantidades de saliva – as estimativas variam de 100 a 150 litros de saliva por dia para uma vaca. O papel da saliva é fornecer amplo fluido para a fermentação ruminal e atuar como agente tampão. A fermentação ruminal produz grandes quantidades de ácidos orgânicos, portanto, manter o pH adequado dos fluidos ruminais é um fator crítico na fermentação ruminal. Depois que a digesta passa pelo rúmen, o omaso absorve o excesso de líquido para que as enzimas digestivas e o ácido do abomaso não sejam diluídos.

## Toxicidade de taninos em animais ruminantes
Os taninos são compostos fenólicos comumente encontrados nas plantas. Encontrados nos tecidos das folhas, botões, sementes, raízes e caules, os taninos estão amplamente distribuídos em muitas espécies diferentes de plantas. Os taninos são separados em duas classes: taninos hidrolisáveis e taninos condensados. Dependendo da sua concentração e natureza, qualquer uma das classes pode ter efeitos adversos ou benéficos. Os taninos podem ser benéficos, tendo demonstrado aumentar a produção de leite, o crescimento da lã, a taxa de ovulação e a percentagem de partos, bem como reduzir o risco de inchaço e reduzir a carga parasitária interna.
Os taninos podem ser tóxicos para os ruminantes, pois precipitam proteínas, tornando-as indisponíveis para digestão, e inibem a absorção de nutrientes, reduzindo as populações de bactérias proteolíticas do rúmen. Níveis muito elevados de ingestão de tanino podem produzir toxicidade que pode até causar a morte. Animais que normalmente consomem plantas ricas em taninos podem desenvolver mecanismos de defesa contra os taninos, como a implantação estratégica de lipídios e polissacarídeos extracelulares que têm alta afinidade de ligação aos taninos. Alguns ruminantes (cabras, veados, alces, alces) são capazes de consumir alimentos ricos em taninos (folhas, galhos, cascas) devido à presença em sua saliva de proteínas de ligação aos taninos.

## Importância religiosa
A Lei de Moisés na Bíblia permitia comer alguns mamíferos que tinham cascos fendidos (ou seja, membros da ordem Artiodactyla) e "que ruminam", uma estipulação preservada até hoje nas leis dietéticas judaicas.

## Ruminantes e mudanças climáticas
O metano é produzido por um tipo de archaea, chamado metanógenos, conforme descrito acima dentro do rúmen, e esse metano é liberado para a atmosfera. O rúmen é o principal local de produção de metano em ruminantes. O metano é um forte gás do efeito estufa, com um potencial de aquecimento global de 86% em comparação com o CO2 durante um período de vinte anos.
Como subproduto do consumo de celulose, o gado arrota metano, devolvendo assim o carbono sequestrado pelas plantas de volta à atmosfera. Após cerca de dez a doze anos, esse metano é decomposto e convertido novamente em CO2. Uma vez convertido em CO2, as plantas podem novamente realizar a fotossíntese e fixar esse carbono de volta à celulose. A partir daí, o gado pode comer as plantas e o ciclo começa novamente. Em uma situação de equilíbrio ambiental, o metano arrotado pelo gado não estaria adicionando novo carbono à atmosfera. Em vez disso, seria parte do ciclo natural do carbono através do ciclo do carbono biogênico.No entanto, a produção de carne (e derivados de leite) em escala industrial e crescente romperam este equilíbrio natural. O rebanho bovino brasileiro, por exemplo, saltou de 34 milhões de cabeças em 1940 para 238 milhões de cabeças em 2023, de acordo com o IBGE, se tornando maior do que a população do Brasil. Este crescimento não é específico do Brasil, mas mundial. O consumo de carne vem aumentando no mundo, com um número maior de animais sendo abatidos a cada ano. Entre 1960 e 2018 a produção de carne quase quintuplicou. Em 1960 eram produzidos 22,9 kg de carne para cada ser humano, enquanto em 2018 esta proporção chegou a 45,6 kg de carne per capita.
Em 2010, a fermentação entérica foi responsável por 43% do total de emissões de gases do efeito estufa de todas as atividades agrícolas no mundo, 26% do total de emissões de gases de efeito estufa da atividade agrícola nos EUA e 22% do total das emissões de metano dos EUA. A carne de ruminantes criados internamente tem uma pegada equivalente de carbono mais elevada do que outras carnes ou fontes vegetarianas de proteína, com base numa metanálise global de estudos de avaliação do ciclo de vida. A produção de metano por animais de corte, principalmente ruminantes, é estimada em 15–20% da produção global de metano, a menos que os animais tenham sido caçados na natureza. A atual população doméstica de gado bovino e leiteiro nos EUA é de cerca de 90 milhões de cabeças, aproximadamente 50% maior do que o pico da população selvagem de bisões americanos de 60 milhões de cabeças em 1700, que percorria principalmente a parte da América do Norte que agora constitui os Estados Unidos.

Em 2020, os rebanhos de ruminantes (bois, búfalos, caprinos e ovinos) foram a maior fonte antropogênica de emissão de metano no mundo. A produção de metano pelos ruminantes respondeu por cerca de 81% das emissões de Gases do Efeito Estufa da pecuária e por cerca de 30% das emissões totais de metano do mundo, de acordo com o Global Methane Emissions and Mitigation Oportunities, de 2020.